# Sunday Sound
Sunday Sound är ett svenskt pop/rock-band från Växjö som bildades 2005. Debutalbumet Drama Queen gavs ut 2007.

## Biografi
Medlemmarna i Sunday Sound kommer ursprungligen från Göteborg, Sölvesborg, Värnamo och Jönköping. 
Våren 2005 springer Daniel Persson på Mattias Strömberg, i samband med deras gemensamma musikstudier vid Växjö universitet. Inom kort började de samarbeta när det visade sig att de hade liknande musikinfluenser. En del material skrevs och spelades in i Mattias hemmastudio. Marcus Jönsson bjuds in för att lyssna och gillade det han hörde. Snart bildar dessa tre gruppen Feedback. Bandnamnet ändras inom kort till Longitude, när basisten Anders ansluter till gruppen. 
Efter några spelningar lämnar Anders bandet för att ersättas av Ola. Ny basist innebar nytt bandnamn, och Sunday Sound ser dagens ljus under hösten 2005. Det senaste medlemsbytet tillför även ett lite råare sound. I samarbete med producenten Charlie Storm skapas debutalbumet Drama Queen, vilket släpps under eget label.
Sunday Sound rönte uppmärksamhet när de lät fansen redigera musikvideon till första spåret More than Dead på Drama Queen. Detta var första dokumenterade gången i världen då en musikvideo redigerades på internet, i Sunday sounds fall via videoredigeringssajten Jaycut.
2009 kom EP:n Paralysed, denna gång producerat av Patrik Persson i en studio i Växjö. De fyra låtarna kom att spegla ett nytt sound hos bandet där den röda tråden fortfarande var starka melodier men där paketeringen var något "ruffigare".

Bandet har inte officiellt gått ut med att de inte finns längre som band men har inte varit aktiva i studio eller på scen då var och en av medlemmarna har ägnat sig åt egna projekt.

## Medlemmar
- Mattias Strömberg – gitarr
- Daniel Persson – sång, gitarr
- Marcus Jönsson – trummor

## Diskografi
Studioalbum
- 2007 – Drama Queen

EP
- 2009 – Paralysed